# Parque nacional natural Alto Fragua - Indi Wasi
El Parque Nacional Natural Alto Fragua - Indi Wasi fue creado con el objetivo de preservar la altísima diversidad natural y los patrones culturales tradicionales del pueblo ingano, descendientes de varias etnias pertenecientes a lo que se ha dominado "la cultura del Yajé". el área del parque se considera de importancia para la diversidad y riqueza de especies encontradas, el amplio rango de distribución de especies, el alto número de especies en los grupos de biomas. 

## Historia
El parque nació del convenio entre cabildos, Inganos, Tandachiridu, Inganokuna. Parques Nacionales de Colombia y la ONG estadounidense Amazon Conservation Team en mayo de 1999. Los Cabildos, Inganos, Tandachiridu,Inganokuna representas las autoridades del pueblo ingano.
Fue declarado Parque Nacional Natural el 25 de febrero de 2002, mediante la resolución 0168 del Ministerio de Ambiente y Desarrollo Sostenible, con una extensión de 76.250 hectáreas

## Generalidades
Ubicado en la Cordillera Oriental, entre los ríos Pescado y Fragua Grande, en el occidente del departamento del Caquetá, a 70 kilómetros de Florencia. Limita al norte con el Municipio de Acevedo departamento del Huila, y con el Parque Nacional Cueva de los Guácharos; al occidente con el municipio de Piamonte, departamento del Cauca y El Parque Nacional Natural serranía de los Churumbelos, al sur limita con el municipio de San José del Fragua; al oriente con el municipio de Belén de los Andaquíes. las alturas del área protegida van desde los 900 a los 2892 m s. n. m.
Los Ambientales consideran el alto Fragua un factor importante en la producción de recursos Hídricos, ya que las fuentes de agua que nacen de ella surten la mayor parte de la población de los municipios de San José de Fragua, Belén de Los Adaquíes y Albania. Los biomas predominantes en el parque son la selva andina, el bosque subandino y los páramos localizados en los picos de la Fragua. Estos Tienen una riqueza Biológica que no se ha empezado a descubrir. El Instituto de Investigación de Recursos Biológicos Alexander Von Humboldt describió varias especies de flora y fauna desconocidas para la ciencia, además se reportaron varias especies en vía de extinción.

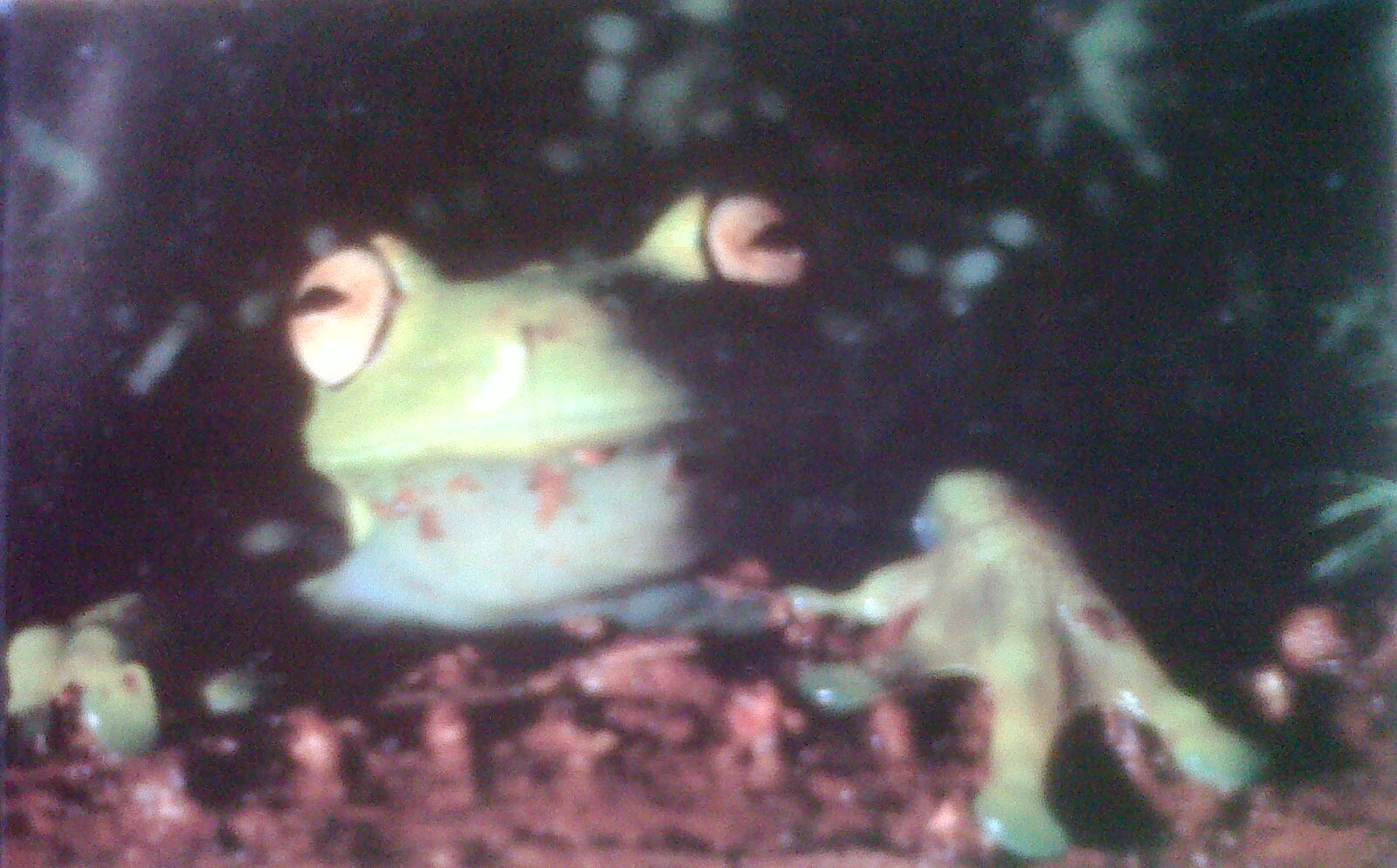
Rana Tangara lacrada

## Fauna
La Fauna del Parque es Variada entre las cuales sobre sale dos especies de Saltarín y (Pipra isidorei y Tinamus osgoodi), aves pequeñas que no sobrepasan los 15 cm en tamaño, Las hembras tienen plumas de color verde mientras que los machos ostentan un plumaje de colores brillantes usualmente en amarillo, rojo y azul, en el pecho, cabeza y dorso. Estos colores contrastan con el resto de las plumas, las cuales son negras. Se alimentan de frutos que atrapan al vuelo. su nombre se origina de los saltos que dan durante el tiempo del cortejo. También se encuentra el Jacamar perteneciente al género Galbula. Estas son aves de Tamaño pequeño plumaje colorido, pico largo y delgado. Además se puede ver el Colibrí quien puede aletear hasta 76 veces por segundo. Para acumular suficiente energía esta ave debe acumular grandes cantidades de néctar, rico en azúcar y calorías. Como el néctar es pobre en proteína los Colibríes completan su dieta con insectos. La composición de sus alas es diferentes de la del resto de las aves, las cuales sólo pueden moverse de arriba abajo, las alas de los Colibríes son similares a la del hombro humano, lo cual le permite mover las alas en forma circular.
En la zona también se encuentran dos especies de hormigueros, aves que se pueden ver en el suelo y en las ramas bajas de los árboles; suelen alimentarse de arañas e insectos. Entre los mamíferos desde el jaguar, localmente llamado tigre mariposo, es el felino más grande del continente Americano el cual se encuentra en grave peligro de extinción. El jaguar se alimenta en parte de tortugas de agua dulce encontradas en el parque.

## Habitantes del Parque
El piedemonte amazónico ha sido habitado históricamente por indígenas pertenecientes a la cultura de Yajé. Estos indígenas pertenecen al grupo Ingano  que descienden de varias etnias. lo conforman grupos migratorios provenientes de la amazonia peruana y ecuatoriana, junto con los Mocoas grupos habitantes del bajo Putumayo, y algunos sobrevivientes de los Andaquíes. Estos clanes se ven unidos por su localización, cosmovisión y por el yajé. Durante los últimos 300 años, estos grupos han trabajado conjuntamente para sobrevivir y adaptarse como grupo, lo cual ha incluido la adopción de una sola lengua -Inga- perteneciente a la familia lingüística Quechua.
El área del parque ha sido considerada durante cientos de años como un sitio sagrado de congregación de los sabios pertenecientes a los pueblos amazónicos y los sabios de los pueblos andinos. Estos se reunían para cambiar conocimiento sobre la naturaleza y el manejo de recursos. Los clanes se ven unidos por la planta medicinal "Yajé", la cual consideran sagrada.
El yajé también llamada Ayahuasca, tiene fuertes connotaciones espirituales para ,muchos de los habitantes indígenas de Colombia. La palabra Ayahuasca viene del quechua y significa "vid de los antepasados", y "Vid de los muertos" o "vid de las almas". esta comunidad cree que al tomar el yajé  el creyente pasa a un plano espiritual donde tiene acceso a los secretos de la vida.
Estos indígenas mantienen un vínculo estrecho con la naturaleza que los rodea, de la cual extraen conocimiento médico milenario. Sus resguardos y asentamientos son muy pequeños para permitir la auto subsistencia; por otro lado sus territorios se encuentran entre sí muy fragmentados y dispersos, lo que no permite la unidad ambiental o territorial. Además en los resguardos existe una grave deterioro ambiental, con una severa disminución de los recursos, lo cual afecta la cacería y la habilidad de obtener plantas medicinales. Adicionalmente, los cultivos ilícitos, las exploraciones petroleras, la tala de bosques y los mega proyectos e infraestructura de vías, ponen en peligro las tradiciones  y las formas de vida de los inga.
La población Ingana de la Asociación Tandachiridú Ingacuna está reunida en 5 resguardos que se encuentran en el área de influencia del parque: San Míguel, Las brisas, Yurayaco, Niñeras, y Conzube, En los alrededores del parque Existen 3 resguardos indígenas de grupos que han llegado a la región recientemente.

## Conservación
Para comprender la razón de ser del Parque Nacional Natural Alto Fragua Indi Wasi, es necesario entender el aspecto biológico y el cultural están ligados. Los objetivos de conservación del Parque se centran en la protección de una muestra en buen estado de conservación de selva de la vertiente oriental de la cordillera oriental, que constituye un corredor entre los ecosistemas andino -amazónico y la biodiversidad que albergan. Además se busca proteger los territorios ancestrales y los conocimientos sobre la naturaleza y el desarrollo sostenible que han utilizado los indígenas del área por cientos de años garantizando sus sistemas de conocimiento.

## Deterioro de la zona
Una de las principales presiones que enfrenta la conservación en el parque es el que lo se de la cultura de los inga y sus conocimientos medicinales. La población campesina, con sus modelos económicos insostenibles, pone una fuerte presión sobre los recursos naturales, La cacería , por el elevado número de cazadores furtivos y comerciales, se está convirtiendo en un problema. Además, el conflicto armado en la zona del país también pone fuertes presiones sobre el orden público y la implementación de planes de conservación.
- En la actualidad el Parque Nacional Natural Alto Fragua Indiwasi está cerrado para eco turismo.